# Problepsis korinchiana
Problepsis korinchiana är en fjärilsart som beskrevs av Rothschild 1920. Problepsis korinchiana ingår i släktet Problepsis och familjen mätare. Inga underarter finns listade i Catalogue of Life.